# Nha Trang
Nha Trang là một phường thuộc tỉnh Khánh Hòa, Việt Nam được thành lập vào ngày 16 tháng 6 năm 2025.

## Lịch sử
Ngày 16 tháng 6 năm 2025, Ủy ban Thường vụ Quốc hội ban hành Nghị quyết số 1667/NQ-UBTVQH15 về việc sắp xếp các đơn vị hành chính cấp xã của tỉnh Khánh Hòa năm 2025 (nghị quyết có hiệu lực ngày thông qua). Theo đó, hợp nhất các phường Vạn Thạnh, Lộc Thọ, Vĩnh Nguyên, Tân Tiến và Phước Hoà thành phường Nha Trang.

## Địa lý
Phường Nha Trang nằm ở phía đông tỉnh Khánh Hòa, có ranh giới với các phường: 
- Phường Bắc Nha Trang ở phía Bắc, ranh giới là dòng sông Cái Nha Trang

- Phường Nam Nha Trang ở phía Nam

- Phường Tây Nha Trang ở phía Tây

Phường có diện tích là 47,13 km², dân số năm 2025 là 136.118 người, mật độ dân số đạt 2.889 người/km².